# Flores (Guatemala)
Flores (en honor a Cirilo Flores Estrada) és un municipi, capital del departament d'El Petén, situat a 480 km de Ciutat de Guatemala al nord de la República de Guatemala. Està situat a la riba del llac Petén Itzá, ocupant una petita illa del mateix nom al seu nucli antic, unida per un pont a la Ciutat de Santa Elena de la Cruz i juntament amb la ciutat de San Benito integren una conurbació que actualment forma part de les destinacions turístiques més visitades del país.